# Parc de la Nova Icària
El Parc de la Nova Icària està situat a la Vila Olímpica del Poblenou de Barcelona, al costat de la Platja de la Nova Icària. Va ser creat el 1992 segons un disseny de l'equip MBM Arquitectes. El nom prové de l'illa grega d'Icària, la qual va rememorar Étienne Cabet a la seva obra Voyage en Icarie, donant origen al projecte utòpic dels icarians. Entre 1846 i 1847, alguns dels seus seguidors a la ciutat comtal es van establir en aquesta zona del barri del Poblenou, a la que van batejar com a Nova Icària.

## Història
Aquest parc procedeix de la renovació urbanística realitzada a la façana litoral amb motiu dels Jocs Olímpics de 1992, en uns terrenys anteriorment d'ús industrial, on també es van crear els parcs de Carles I, del Port Olímpic, de les Cascades i del Poblenou.

## Descripció
Al llarg del seu traçat transcorre la Ronda del Litoral, una part de la qual està soterrada i dona lloc a la Plaça dels Campions, on se situa un dels podis utilitzats als Jocs Olímpics, i al paviment de la qual figuren inscrits els noms de diversos esportistes i campions olímpics de la història. L'element més distintiu del parc és un gran llac, que té la forma de l'illa d'Icària, sobre el qual travessen diversos ponts de fusta per a accedir d'un costat a l'altre de la Ronda del Litoral. A les riberes del llac hi ha àmplies pendents de gespa, i arran d'aigua creixen els iris i els joncs. Els arbres són escassos, entre els quals destaquen les bellaombres, los saücs i els desmais.
Entre les espècies presents hi ha: la morera blanca (Morus alba), el pi blanc (Pinus halepensis), el pi pinyoner (Pinus pinea), la bellaombra (Phytolacca dioica), el margalló (Chamaerops humilis), l'olivera (Olea europaea), l'eucaliptus (Eucalyptus sp.), el desmai (Salix babylonica), el pollancre (Populus sp.), i la washingtònia (Washingtonia filifera i Washingtonia robusta).